# Turbotaal
Turbotaal is een boek van Jan Kuitenbrouwer dat in 1987 verscheen en dat dermate succesvol werd dat het synoniem werd voor het taalgebruik dat erin werd besproken. Het is de taal voor 'hippe' jongens en meiden.

## Voorbeelden
| Term                       | Betekenis |
| -------------------------- | --- |
| turbo                      | al was deze typische jaren '80 uitdrukking bij het verschijnen van het boek Turbotaal al enigszins 'uit de mode. Door het verschijnen van de film New Kids Turbo in 2010 heeft deze uitdrukking echter weer aan bekendheid gewonnen. |
| achteruit bidden           | vloeken |
| teer zuigen                | roken |
| de macht hebben            | de afstandsbediening hebben |
| de leiding in handen nemen | plassen |
| tegen de wind in zeiken    | je volkomen belachelijk maken door precies het tegenovergestelde te willen van wat de grote meerderheid wil |

## Turbotaal: de taal zelf
Turbotaal is het afkorten van woorden zodat je sneller je boodschap kan uitdragen. Deze stroming werd halverwege de jaren tachtig populair onder jongeren en sommige woorden zijn overgenomen in het ABN. De naam turbotaal vindt zijn oorsprong in de turbocompressor waarmee rond dat tijdstip een aantal snelle en populaire auto's uitgerust werden. Het taalgebruik nam af in gebruik toen opvoeders en ouderen de terminologie gingen gebruiken. Als vervolg van de turbotaal kan de sms-taal beschouwd worden.

## Gebruik
De turbotaal wordt vooral – maar niet uitsluitend – door jongeren gebruikt. Het is een snelle taal die net zoals de mode altijd verandert. Het is een kenmerk van bepaalde groepen en toont indirect hoe een bepaalde groep zich voelt.
In Nederland is turbotaal meer aanwezig dan in België; in die zin dat in België verschillende dialecten doordringen tot in de algemeen gebruikte taal, men spreekt er van een tussentaal (het aspect "snel" is er minder aanwezig), een taal tussen het dialect en het Standaardnederlands.